# Toro Rosso STR14
Toro Rosso STR14 — гоночный автомобиль Формулы-1, разработанный итальянской командой Scuderia Toro Rosso для участия в чемпионате мира 2019 года. Это был последний сезон для команды из Фаэнцы с названием Toro Rosso. Болид дебютировал на Гран-при Австралии 2019 года.
20 августа 2018 года Пьер Гасли подписал контракт с Red Bull. В дни Гран-при России 2018 года было объявлено, что на его место придёт Даниил Квят. Напарником россиянина стал дебютант Александр Албон. За команду в сезоне 2019 в первой половине выступали Даниил Квят и Александр Албон. Алекс выступал до Гран-при Венгрии, а потом с Гран-при Бельгии его перевели в Red Bull. На место англо-тайца из старшей команды вернулся Пьер Гасли.

## Презентация
11 февраля болид представили на сайте команды за неделю до тестов.
Франц Тост:
Цель всегда в том, чтобы выступать на максимально возможном уровне, зимой мы очень серьёзно над этим работали и провели некоторые перемены, которые должны закрыть несколько проблем, мешавших нам в прошлом.
Мы проанализировали внутренние процедуры, постарались усилить наши сильные стороны и минимизировать слабые. У Toro Rosso меньше сотрудников, чем у многих других команд, но совместная работа с Red Bull Technology, ещё более близкое взаимодействие с ними после перехода Aston Martin Red Bull Racing на моторы Honda, позволило нашим техническим специалистам уделить большее внимание деталям. А это порой серьёзно влияет на эффективность машины.

Компоненты силовой установки у двух наших команд будут одинаковой спецификации, а большинство других деталей мы получим от Red Bull Technology в прошлогодней версии. У нас сильный технический отдел, а высокая надёжность прошлогодних решений Red Bull Technology позволяет рассчитывать на более быстрый прогресс по ходу сезона

## Сезон 2019

### Участие в гонках
Первая гонка чемпионата в Австралии получилась для команды результативной. Даниил Квят приехал 10-м, оставив позади Пьера Гасли на более быстрой машине Red Bull. На следующем Гран-при в Бахрейне Александр Албон финишировал 9-м, набрав свои первые очки в карьере. Даниил Квят приехал 12-м, но превысил скорость на пит-лейне, получив пятисекундный штраф. На 39-м круге россиянин провёл пит-стоп и отбыл штраф. На Гран-при Китая Албон в 3 практике разбил машину. Из-за аварии англо-таец пропустил квалификацию и стартовал с пит-лейна, но отыграл десять позиций и финишировал 10-м, став «Гонщиком дня». На старте Квят задел Карлоса Сайнса, затем россиянин потерял контроль над машиной и врезался в Ландо Норриса. Стюарды выписали Даниилу проезд по пит-лейну, и на этом гонка для него была испорчена. В Монако оба пилота впервые финишировали в первой десятке. Даниил Квят приехал седьмым, а Александр Албон — восьмым. В дождевом Гран-при Германии Квят заработал свой третий подиум в карьере, второй в истории Toro Rosso и первый в сезоне. Албон приехал 6-м, показав свой лучший результат в команде. В следующем Гран-при в Венгрии Албон финишировал десятым, а Квят 15-м. Во второй половине сезона Пьер Гасли выступал стабильно. Француз набрал очки в Бельгии, Италии, Сингапуре, Японии, Мексике, а в Бразилии приехал вторым на подиум. У Квята пошла череда неудач, и россиянин финишировал в первой десятке только в четырёх Гран-при. В Кубке конструкторов команда заняла 6 место. Это второй лучший результат в истории команды.

## Результаты выступлений в Формуле-1
| Легенда к таблице |                                                                    |
| --- | ------------------------------------------------------------------ |
| В таблице перечислены результаты всех Гран-при Формулы-1, в которых принимала участие команда. Строками таблицы являются сезоны, столбцами — этапы чемпионата мира. В каждой клетке указаны сокращённое название этапа и результаты гонщиков команды, дополнительно обозначенные цветом. Расшифровка обозначений и цветов представлена в нижеследующей таблице. |                                                                    |
| \| Пример \| Описание \| \| ------------ \| ------------------------------------------------------------------ \| \| 1 \| Победитель \| \| 2 \| Второе место \| \| 3 \| Третье место \| \| 5 \| Финишировал, заработав очки \| \| Сход \| Не финишировал, но при этом заработал очки \| \| 12 \| Финишировал, не получив очков \| \| НКЛ \| Финишировал, но не попал в финальную классификацию \| \| 15 \| Участвовал вне зачёта, либо по отдельной классификации \| \| 18 \| Не финишировал, но попал в финальную классификацию \| \| Сход \| Не финишировал \| \| НКВ \| Не прошёл квалификацию \| \| НПКВ \| Не прошёл предквалификацию \| \| ДСК \| Дисквалифицирован \| \| ИСК \| Исключён из протокола соревнований \| \| ТТ \| Заявлен для участия только в тренировках \| \| НС \| Участвовал в квалификации, но не стартовал в гонке \| \| Т \| Травмирован или болен \| \| ОТК \| Отказ от участия \| \| НТР \| Прибыл на соревнования, но на трассу не выезжал \| \| НПР \| Был заявлен в числе участников, но не прибыл к началу соревнований \| \| О \| Соревнования отменены \| \| \| Не участвовал \| \| Поул-позиция \| \| \| Быстрый круг \| \| |                                                                    |
| Пример | Описание                                                           |
| 1 | Победитель                                                         |
| 2 | Второе место                                                       |
| 3 | Третье место                                                       |
| 5 | Финишировал, заработав очки                                        |
| Сход | Не финишировал, но при этом заработал очки                         |
| 12 | Финишировал, не получив очков                                      |
| НКЛ | Финишировал, но не попал в финальную классификацию                 |
| 15 | Участвовал вне зачёта, либо по отдельной классификации             |
| 18 | Не финишировал, но попал в финальную классификацию                 |
| Сход | Не финишировал                                                     |
| НКВ | Не прошёл квалификацию                                             |
| НПКВ | Не прошёл предквалификацию                                         |
| ДСК | Дисквалифицирован                                                  |
| ИСК | Исключён из протокола соревнований                                 |
| ТТ | Заявлен для участия только в тренировках                           |
| НС | Участвовал в квалификации, но не стартовал в гонке                 |
| Т | Травмирован или болен                                              |
| ОТК | Отказ от участия                                                   |
| НТР | Прибыл на соревнования, но на трассу не выезжал                    |
| НПР | Был заявлен в числе участников, но не прибыл к началу соревнований |
| О | Соревнования отменены                                              |
| | Не участвовал                                                      |
| Поул-позиция |                                                                    |
| Быстрый круг |                                                                    |

| Сезон | Шасси | Двигатель    | Ш | Гонщики         | 1   | 2   | 3    | 4    | 5   | 6   | 7   | 8   | 9   | 10  | 11  | 12  | 13  | 14   | 15  | 16  | 17  | 18  | 19  | 20  | 21  | Место | Очки |
| ----- | ----- | ------------ | - | --------------- | --- | --- | ---- | ---- | --- | --- | --- | --- | --- | --- | --- | --- | --- | ---- | --- | --- | --- | --- | --- | --- | --- | ----- | ---- |
| 2019  | STR14 | Honda RA619H | P |                 | АВС | БАХ | КИТ  | АЗЕ  | ИСП | МОН | КАН | ФРА | АВТ | ВЕЛ | ГЕР | ВЕН | БЕЛ | ИТА  | СИН | РОС | ЯПО | МЕК | США | БРА | АБУ | 6     | 85   |
| 2019  | STR14 | Honda RA619H | P | Александр Албон | 14  | 9   | 10   | 11   | 11  | 8   | 19  | 15  | 15  | 12  | 6   | 10  |     |      |     |     |     |     |     |     |     | 6     | 85   |
| 2019  | STR14 | Honda RA619H | P | Пьер Гасли      |     |     |      |      |     |     |     |     |     |     |     |     | 9   | 11   | 8   | 14  | 7   | 9   | 16  | 2   | 18  | 6     | 85   |
| 2019  | STR14 | Honda RA619H | P | Даниил Квят     | 10  | 12  | Сход | Сход | 9   | 7   | 10  | 14  | 17  | 9   | 3   | 15  | 7   | Сход | 15  | 12  | 10  | 11  | 12  | 10  | 9   | 6     | 85   |